# Wróżka z krainy kwiatów
Wróżka z krainy kwiatów / Mary Bell (jap. 花の魔法使いマリーベル Hana no mahōtsukai Mary Bell; ang. Floral Magician Mary Bell) – japoński serial anime wyprodukowany w latach 1992–1993 przez Ashi Productions w reżyserii Tetsuyi Endō.

## Wersja polska
W Polsce serial był nadawany na kanałach Smyk, Polsat 2 i Polonia 1 z japońskim dubbingiem i polskim lektorem, którym był Henryk Pijanowski.

## Obsada (głosy)
- Chieko Honda jako Mary Bell
- Chika Sakamoto jako Tambourine (Tambalin)
- Ai Orikasa jako Ken
- Satomi Kōrogi jako Yuri

## Opis fabuły
Akcja serialu rozgrywa się w niewielkim, fikcyjnym mieście zwanym Sunnybell położonym w Japonii. Rodzice Yuri i Kena prowadzą niewielką kwiaciarnię. Pewnego razu babcia daje młodym dzieciom książkę o Mary Bell i tego samego dnia pojawia się tajemnicza jasnowłosa dziewczyna – wróżka, która czerpie swoją magiczną moc z kwiatów.

## Spis odcinków
| Nr | Polski tytuł                  | Angielski tytuł                                              |
| -- | ----------------------------- | ------------------------------------------------------------ |
|    |                               |                                                              |
| 01 |                               | Hi! I’m Mary Bell                                            |
|    |                               |                                                              |
| 02 |                               | The Neighbor Hates Flowers                                   |
|    |                               |                                                              |
| 03 |                               | Hello, Graffiti Paradise!                                    |
|    |                               |                                                              |
| 04 |                               | Ken Gets His Talent from Papa! (You Are Really My Son, Ken!) |
|    |                               |                                                              |
| 05 |                               | Tree of Memories in Sunny Bell                               |
|    |                               |                                                              |
| 06 |                               | Quarrel in the 500,000th Year                                |
|    |                               |                                                              |
| 07 |                               | I Love You, Julia!                                           |
|    |                               |                                                              |
| 08 |                               | Fly High in the Sky, Peepchee!                               |
|    |                               |                                                              |
| 09 |                               | Cherry Festival of Fairies                                   |
|    |                               |                                                              |
| 10 |                               | Fairy Hunter Jito Arrives!                                   |
|    |                               |                                                              |
| 11 |                               | Audition for a TV Commercial                                 |
|    |                               |                                                              |
| 12 |                               | Huge Happening in Flower House                               |
|    |                               |                                                              |
| 13 |                               | Where’s My Old Toy?                                          |
|    |                               |                                                              |
| 14 |                               | Bongo’s Mother’s Day Gift                                    |
|    |                               |                                                              |
| 15 | Książę                        | The Prince in Love with Yuuri                                |
|    |                               |                                                              |
| 16 | Gra komputerowa               | My Dad is a Game Producer                                    |
|    |                               |                                                              |
| 17 | Pułapka na elfy               | Jito’s Evil Plan                                             |
|    |                               |                                                              |
| 18 | Sztorm                        | Bongo & Tap’s Great Voyage!?                                 |
|    |                               |                                                              |
| 19 | Na biwaku                     | Camping is Fun! (Camp is Fun!)                               |
|    |                               |                                                              |
| 20 |                               | Friendship in the Unicycle Race                              |
|    |                               |                                                              |
| 21 |                               | Paula From the Starland                                      |
|    |                               |                                                              |
| 22 |                               | Ken’s First Errand                                           |
|    |                               |                                                              |
| 23 |                               | Stray Mermaid Princess                                       |
|    |                               |                                                              |
| 24 |                               | Jito Appears Yet Again                                       |
|    |                               |                                                              |
| 25 |                               | Yuuri and The Mischievous Dolphin                            |
|    |                               |                                                              |
| 26 | Feniks                        | Does the Phoenix Exist or Not?                               |
|    |                               |                                                              |
| 27 |                               | Mary Bell Picture Book                                       |
|    |                               |                                                              |
| 28 |                               | Vivian and Chacha, the Kitten                                |
|    |                               |                                                              |
| 29 | Zegarek dziadka               | Old Clock in the Haunted Mansion                             |
|    |                               |                                                              |
| 30 | Na wycieczce                  | Vivian of the Lost Forest                                    |
|    |                               |                                                              |
| 31 |                               | The Pandemonium at the Flower Door                           |
|    |                               |                                                              |
| 32 |                               | Retrieve the Table Lamp                                      |
|    |                               |                                                              |
| 33 | Mama Bell i Papa Bell         | Maribell’s Mother and Father                                 |
|    |                               |                                                              |
| 34 |                               | The Snack Shop and the Suspicious Two                        |
|    |                               |                                                              |
| 35 | Mała Roz                      | Ross-san Became a Child                                      |
|    |                               |                                                              |
| 36 | Kłopoty z Księżycem           | Maribell’s Tour of the Moon                                  |
|    |                               |                                                              |
| 37 | Jednorożec o dwóch rogach     | Ken and the Two-horned Unicorn                               |
|    |                               |                                                              |
| 38 | Tambalin w niebezpieczeństwie | Tambourine Has Been Captured!                                |
|    |                               |                                                              |
| 39 |                               | Rescue Mission to Save Tambourine!                           |
|    |                               |                                                              |
| 40 |                               | Search for the Cosmos Fairies                                |
|    |                               |                                                              |
| 41 |                               | Do your Best! Love Cupid                                     |
|    |                               |                                                              |
| 42 |                               | Vivian has been Kidnapped!?                                  |
|    |                               |                                                              |
| 43 | Fatalne życzenie              | A Wish on the Day that Snows                                 |
|    |                               |                                                              |
| 44 | Panika w mieście              | Grass Panic                                                  |
|    |                               |                                                              |
| 45 |                               | Maribell of the Mysterious Country                           |
|    |                               |                                                              |
| 46 |                               | The Uproar of the Jiji-Bell Santa                            |
|    |                               |                                                              |
| 47 | Rycerski Tambalin             | Do your Best! Tambourine                                     |
|    |                               |                                                              |
| 48 |                               | The Sunnyvale Incident                                       |
|    |                               |                                                              |
| 49 |                               | Maribell and the Sacred Tree                                 |
|    |                               |                                                              |
| 50 |                               | A Dream to You                                               |
|    |                               |                                                              |